# Крижевська Вас (Дол-при-Любляні)
Крижевська Вас (словен. Križevska vas) — поселення в общині Дол-при-Любляні, Осреднєсловенський регіон, Словенія. 
Висота над рівнем моря: 550,5 м.